# Rhodesiella orthoneura
Rhodesiella orthoneura är en tvåvingeart som beskrevs av Mario Bezzi 1928. Rhodesiella orthoneura ingår i släktet Rhodesiella och familjen fritflugor.
Artens utbredningsområde är Fiji. Inga underarter finns listade i Catalogue of Life.